# Lac Winnisquam
Le lac Winnisquam est situé dans le comté de Belknap au sein de la région des Grands Lacs du centre du New Hampshire aux États-Unis.
Avec une superficie de 1 705 hectares, il est le quatrième plus grand lac situé en totalité dans l'État du New Hampshire. Le lac est alimenté en amont par l'émissaire du lac Winnipesaukee. Le lac a une profondeur maximale de 52 mètres.